# Rosanna DeSoto
Rosanna DeSotová (* 2. září 1950 San José, Kalifornie) je americká herečka mexického původu. Před kamerami debutovala v roce 1972 v seriálu Cannon, v průběhu 70. a 80. let hostovala např. v seriálech Kung Fu nebo Barney Miller, v roce 1978 hrála sestru Rosu Santiago v seriálu A.E.S. Hudson Street, roku 1986 hrála v The Redd Foxx Show. Ve druhé polovině 80. let se objevila například ve filmech La Bamba (1987), Ukaž, co umíš (1988) či Rodinný podnik. Ve sci-fi snímku Star Trek VI: Neobjevená země hrála postavu Azetbur, dceru klingonského kancléře Gorkona. V 90. letech a na přelomu 20. a 21. století hostovala např. v seriálech To je vražda, napsala, Melrose Place, Báječní a bohatí, Walker, Texas Ranger či Právo a pořádek.